# Ulises Poirier
Ulises Poirier Puelma (2. února 1897 – 9. března 1977) byl chilský fotbalový obránce. Hrál za chilskou fotbalovou reprezentaci na Mistrovství světa ve fotbale 1930. Během kariéry vystřídal dva kluby La Cruz Valparaíso a Santiago Wanderers.